# Associazione italiana traduttori e interpreti
L'Associazione italiana traduttori e interpreti (AITI) è una organizzazione non a scopo di lucro fondata nel 1950, che raccoglie traduttori e interpreti professionisti.
È la prima associazione italiana del settore non solo per l'anno di fondazione (1950), ma anche per il numero di iscritti (più di 1000 alla fine del 2014).
L'associazione raggruppa traduttori editoriali, traduttori tecnico-scientifici, interpreti e interpreti di conferenza. L'ammissione avviene sulla base della documentazione dei titoli e dell'esperienza professionale, inoltre i soci ordinari devono sostenere una prova di idoneità che simula un reale contesto lavorativo. I soci hanno la possibilità di ottenere l'attestato professionale di cui all'articolo 7 comma 1 della legge sulle professioni non regolamentate (legge n. 4 del 04/01/2013)

## Collegamenti
È membro fondatore della Féderation internationale des traducteurs (FIT), organismo non governativo formato da oltre cento associazioni nazionali di traduttori e interpreti e che complessivamente rappresenta più di 80.000 traduttori in 55 Paesi del mondo.
Riconosce la FIT quale organismo internazionale rappresentativo della categoria e intrattiene rapporti di scambio e collaborazione con le associazioni consorelle, in particolare con quelle dell'area europea.
L'associazione è inserita nell'elenco del Ministero dello sviluppo economico delle associazioni che rilasciano l'attestato di qualità. ed è inserita nell'elenco del Ministero della giustizia delle associazioni di professioni non regolamentate.
È membro di  Confassociazioni, dell'Ente nazionale italiano di unificazione (UNI), della Commissione del MIUR per il riconoscimento dei titoli di studio in mediazione linguistica e della commissione del MIBACT per l'assegnazione dei Premi nazionali per la traduzione.

## Scopi
Nel quadro degli obiettivi definiti dal proprio statuto, l'AITI si prefigge di:
- promuovere iniziative legislative volte al riconoscimento di uno stato giuridico del traduttore e interprete come professionista;
- attestare le competenze professionali dei propri associati;
- promuovere l'immagine e la consapevolezza del ruolo sociale, culturale ed economico dei traduttori e degli interpreti presso la committenza e le istituzioni;
- promuovere l'aggiornamento e la formazione continua dei traduttori e degli interpreti e il rispetto della deontologia professionale;
- garantire, sotto l'aspetto etico e sociale, il rispetto delle migliori condizioni e prestazioni di lavoro, autonomo e dipendente, dei traduttori e degli interpreti, anche tramite l'elaborazione di contratti tipo;
- promuovere la raccolta e la diffusione di informazioni riguardanti la professione;
- elaborare e diffondere raccomandazioni, norme e standard sulle migliori prassi professionali
- favorire l'accesso alla professione attraverso forme di tutoraggio con l'acquisizione di comportamenti e mentalità professionali;
- promuovere l'attuazione dei più idonei percorsi formativi per le diverse figure professionali nel campo della traduzione e dell'interpretazione;
- promuovere iniziative legislative affinché nei tribunali italiani i servizi di interpretazione e traduzione nei procedimenti penali vengano garantiti da traduttori e interpreti qualificati e professionali, in conformità alle normative internazionali in materia.

## Struttura associativa
La struttura operativa dell'AITI si articola in un consiglio direttivo nazionale e in 11 sezioni regionali, coordinate da una presidenza nazionale. Il consiglio direttivo nazionale stabilisce gli indirizzi nazionali dell'Associazione e prende iniziative a livello nazionale. Le sezioni regionali gestiscono le attività dell'Associazione a livello regionale e si occupano in particolare dell'organizzazione dei corsi di formazione continua e aggiornamento professionale.

## Attività
L'AITI svolge la propria attività a livello internazionale, nazionale e regionale. A livello internazionale, partecipa ai congressi FIT e alle attività promosse da FIT-Europe, collabora con autorità sovranazionali. Fa inoltre parte di EULITA (European Legal Interpreters and Translators Association), del CEATL (Conseil européen des associations de traducteurs littéraires) e di PETRA (Plateforme européenne pour la traduction littéraire).
A livello nazionale, la Presidenza nazionale coordina le sezioni regionali e intrattiene rapporti con organismi nazionali (ministeri, commissioni, altre associazioni di categoria, commissione per la stesura degli studi di settore ecc.) ed esteri.

## Organi sociali
L'assemblea generale dei soci si riunisce una volta l'anno per dibattere i problemi della categoria. Ogni quattro anni elegge il Consiglio Direttivo Nazionale (CDN), il Collegio dei sindaci-revisori e il Collegio dei probiviri. Presiede il consiglio direttivo il presidente nazionale, coadiuvato dal tesoriere e dal segretario generale, da nove consiglieri eletti e dai Presidenti regionali, che sono membri di diritto. La partecipazione statutaria dei presidenti regionali al consiglio nazionale è intesa ad assicurare il coordinamento fra i due livelli dell'Associazione.

### Commissioni e funzioni permanenti
Nell'Associazione operano, a livello locale e nazionale, diverse commissioni permanenti e ad hoc il cui compito è quello di elaborare soluzioni ai problemi di interesse generale posti dai Soci alle quali viene eventualmente data esecuzione dal consiglio direttivo nazionale o dai singoli consigli direttivi regionali:
- commissione nazionale ammissioni
- commissione statuto e regolamenti
- commissione formazione e aggiornamento
- commissione interpreti
- commissione traduttori e interpreti giudiziari
- commissione traduttori editoriali
- commissione traduttori tecnico-scientifici
- responsabili del desk ammissioni
- webmaster/responsabili annuario online